# Progeryon
Progeryon is een geslacht van kreeftachtigen uit de klasse van de Malacostraca (hogere kreeftachtigen).

## Soorten
- Progeryon guinotae Crosnier, 1976
- Progeryon mararae Guinot & Richer de Forges, 1981
- Progeryon mus Ng & Guinot, 1999
- Progeryon paucidens Bouvier, 1922
- Progeryon vaubani Guinot & Richer de Forges, 1981